# 석개재

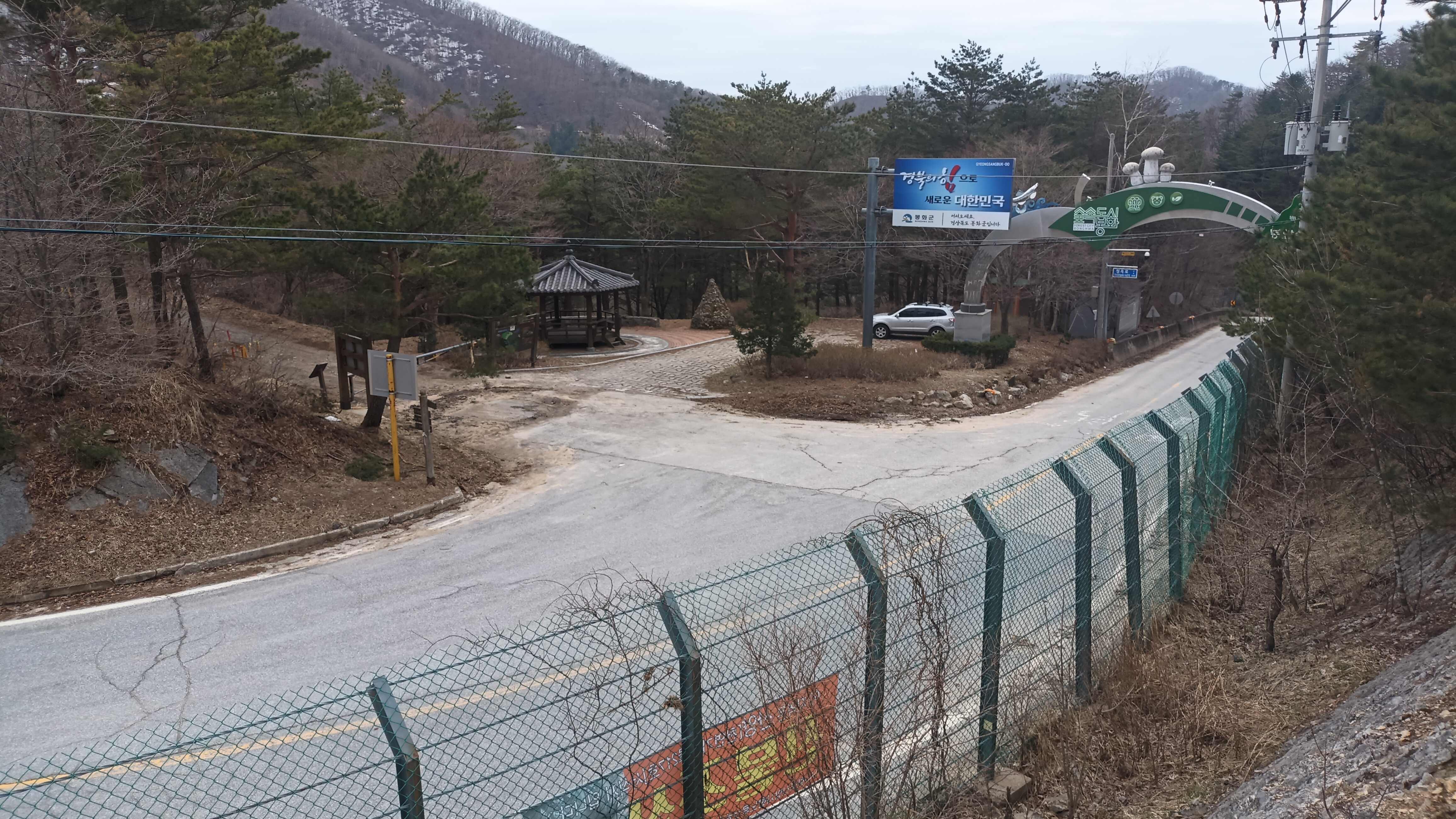
지방도 제910호선

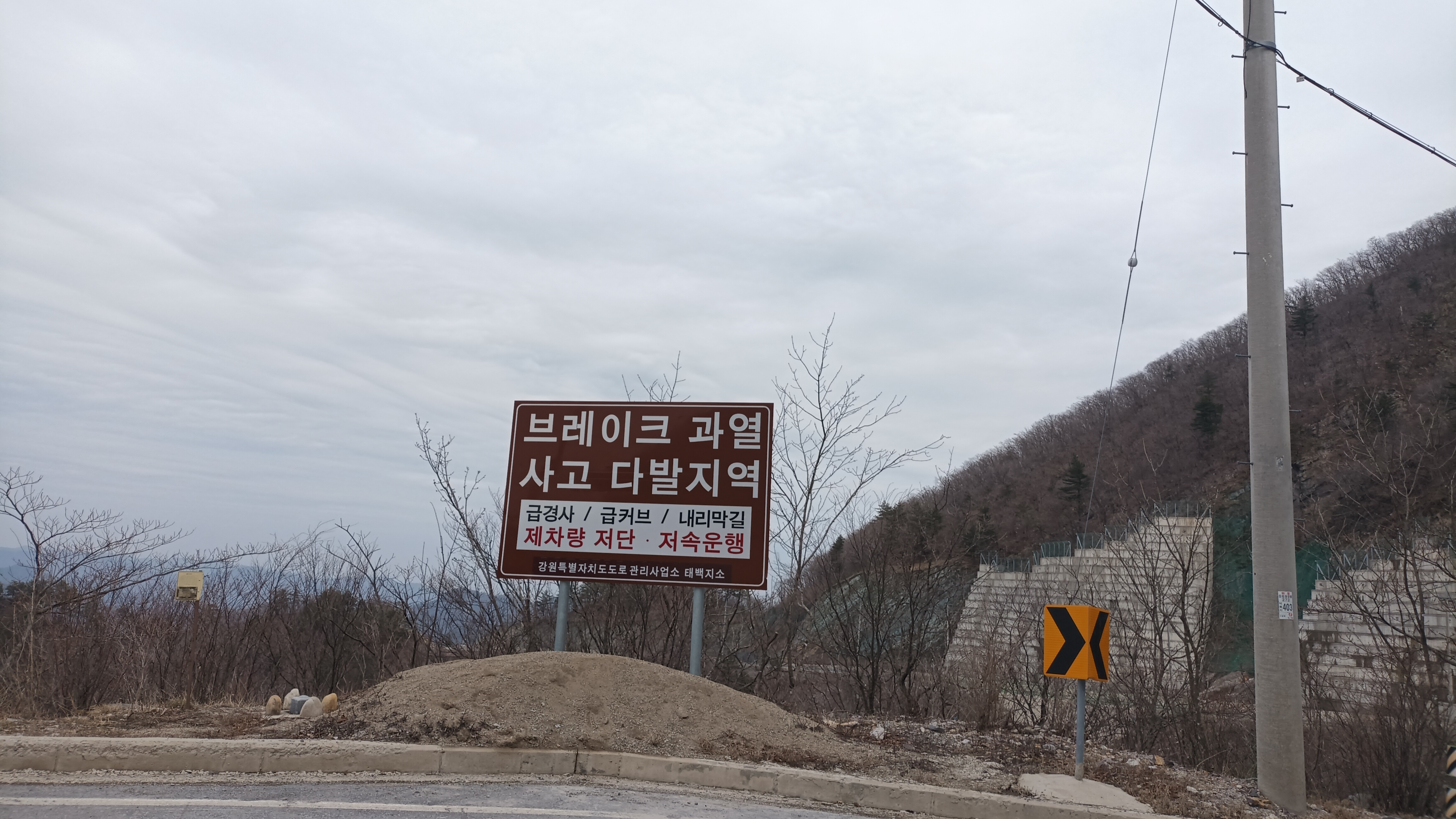
지방도 제910호선의 브레이크 파열 경고 표지판

석개재(石開岾, Seokgaejae)는 경상북도 봉화군 석포면 석포리와 강원특별자치도 삼척시 가곡면 풍곡리의 경계에 위치한 고개이며 지방도 제910호선 청옥로 도로가 지난다. 석개재의 임도 및 지방도 제910호선 도로 단면에는 조선 누층군의 기저인 면산층에서 최상위 두위봉층까지, 두께가 1,100 m에 달하는 조선 누층군 태백층군의 모든 지층들이 연속적으로 드러나 있다.

## 지리
석개재는 낙동정맥이 지나는 분수령이다. 석개재 남서측인 봉화군 석포면 방향은 경사가 완만하지만 북동측인 삼척시 가곡면 방향은 경사가 급하다. 석개재 정상에는 정자와 작은 주차장이 있고 이곳에서 묘봉 및 반야계곡으로 이어지는 산림관리용 및 낙동정맥 트레일의 일부인 1차선 임도가 분기된다. 이 임도를 따라 고생대의 퇴적암 지층 조선 누층군 태백층군의 지층을 관찰할 수 있다.

## 조선 누층군태백층군
임도 구간에는 고원생대 기반암에서 면산층, 묘봉층, 풍촌 석회암층, 세송층, 화절층, 동점 규암층, 두무골층, 막골층 중부까지, 지방도 제910호선 도로 구간에는 막골층에서 두위봉층까지 드러나 있으나 현재 일부 노두는 낙석 방지를 위해 피복되어 관찰할 수 없다. 노두가 최근 드러났고 지층의 변형이 거의 없어 각 지층의 암상은 물론 대부분의 지층 경계도 관찰 가능하다. 한 개 누층군(supergroup)의 지층이 모두 드러난 곳은 국내에서 석개재가 거의 유일한 만큼 지질학적 중요성을 가지며 국내외에서 총 38편의 학술 논문들이 발표되었고 세계적인 학자들이 직접 방문하기도 하였다. 그러나 문화재 지정 논의도 없었고 최근 대한민국 국가지질공원으로 인증된 강원고생대국가지질공원에도 포함되지 않았다.

### 묘봉층
석개재 단면에 약 120 m 두께로 드러난 묘봉층은 엽리상 이암, 엽리상 사암, 암회색 이암, (괴상) 사암 등으로 구성되며 하부에 박층의 조립사암이 협재된다. 이 단면에서 묘봉층 하한은 암회색 이암의 첫 출현이며 상한은 풍촌 석회암층의 온코이드 입자암(oncoidal grainstone) 직하부이다.

### 풍촌 석회암층(대기층)
석개재 단면에 180 m 두께로 드러난 풍촌 석회암층은 온콜라이트와 어란상 입자암(oncoid/ooid grainstone), 괴상 입자암, 와케스톤~입자암, 석회암-셰일 교호 (녹회색) 이암 등으로 구성된다. 상부 경계는 세송층 최하부의 셰일 또는 실트스톤이다. 이곳의 대기층은 다양한 암상으로 구성된 두께 45 m의 하부층과 두께 130 m의 탄산염암이 우세한 상부층으로 나누어진다. 이 층에서 삼엽충 화석 Ammagnostus, Peronopsis, Dorypyge, Amphoton, Crepicephalina, Cyclolorenzella, Liostracina, Metanomocarella가 발견되었다. 중기~후기 캄브리아기를 지시하는 이 화석군은 북중국의 Zhangxia, Gushan층과 비슷하다.

### 세송층
석개재 단면에서 40 m 두께로 나타나는 세송층은 녹회색 이암, 평행 엽층리(parallel-laminated) 이암, 세립-중립질(intermingled fine to medium sandstone)사암, 괴상 사암, 석회암역암(limestone pebble conglomerate) 등으로 구성된다. 세송층 최상부는 석개재 단면에서 드러나지 않는다.

### 화절층
석개재 단면에서 60 m 두께로 드러난 화절층은 셰일과 탄산염암이 우세한 부분이 순환한다. 화절층에서는 상부 캄브리아기의 Quadraticephalus 그리고 Mictosaukia 화석군이 인지된다.

### 동점층
석개재 단면에서 98 m 두께로 드러난 동점층은 엽리상 사암(laminated fine sandstone), 괴상 사암, 석회질사암(cross-stratified/crudely stratified calcareous sandstone), 암회색 이암, 괴상 입자암(massive grainstone) 등으로 구성되며 동점 규암층 하부에서는 삼엽충 화석이 상대적으로 풍부하게 산출된다. 화절층에서 이어지는 Mictosaukia 화석군은 동점 규암층의 최하부를 차지한다.

### 두무골층과 너뱅이동굴
석개재 단면에서 두무골층은 임도를 따라 남동 방향으로 드러나 있다. 이 지역에서 두무동층의 두께는 200 m이며, 암상(巖相)은 셰일과 탄산염암이 각각 우위를 점한 부분이 반복적으로 순환하여 나타난다고 보고되었다. 이 층은 하부의 동점 규암층과의 경계로부터 상부로 약 73 m 까지는 풍화로 인해 지층의 노두가 불량하다. 지층의 구성 암석에 따라 3개 층원으로 구분되는데, 하부층원은 하부 73 m 까지로 셰일이 우세하며, 두께 60 m의 중부층원은 탄산염암이 우세한 암상과 셰일이 우세한 암상이 순환적으로 교호(交互)하며, 두께 70 m의 상부층원은 탄산염암이 우세하다. 삼엽충의 화석은 하부층원에서 Dikelokephalina와 Apatokephalus가 풍부하게 산출되며, 상부 층원에서 Kayseraspis와 Asaphopsoides가 산출됨이 보고되었다.
너뱅이동굴은 봉화군 석포면 석포리 산 1-189 석개재 지역의 두무골층 중부층원 내 수 m 규모의 두꺼운 셰일 지층 사이에 위치한 석회암에 발달한 동굴이다. 전체 연장 335 m의 너뱅이동굴은 9 m 두께의 석회암 지층을 따라 북북서 방향으로 발달하고 통로가 30~50°로 가파르게 기울어 있으며 통로의 폭은 0.5~8.0 m, 높이는 1~12 m이다. 너뱅이동굴의 입구는 약 10 cm의 변위를 가지는 역단층면을 따라 발달하는데 상반은 습곡이 발달하고 하반 층리의 주향과 경사는 북동 62° 및 북서 33°이며 동굴 내 두무골층의 지층도 이와 거의 비슷한 주향과 경사를 가진다.
석개재의 두무골층 (먼저 나오는 사진이 상위 지층)
- 북위 37° 04′ 45.2″ 동경 129° 08′ 32.9″ / 북위 37.079222°  동경 129.142472°
- 북위 37° 04′ 44.9″ 동경 129° 08′ 32.9″ / 북위 37.079139°  동경 129.142472°
- 북위 37° 04′ 32.1″ 동경 129° 08′ 27.8″ / 북위 37.075583°  동경 129.141056°

### 막골층
석개재에서 막골층은 약 250 m 두께로 나타나며 임도를 따라 나타난 노두는 최하부와 하부로, 지방도를 따라 나타난 노두를 중부와 상부로 구분한다. 두께 45 m의 최하부는 암회색의 괴상(塊狀) 돌로마이트와 생교란(bioturbated) 와케스톤~입자암(Grainstone), 석회암역암으로 구성된다. 두께 80 m의 하부는 생교란 와케스톤~입자암, 스트로마톨라이트가 나타나는 석회질이암, 괴상 입자암, 돌로마이트질 석회이암과 괴상 돌로마이트, 석회암역암, 돌로마이트 각력암 등으로 구성된다. 두께 85 m의 중부는 생교란된(bioturbated) 와케스톤~입자암, 암회색과 담회색의 괴상 돌로마이트 등으로 구성된다. 두께 60 m의 상부는 암석학적으로 하부와 유사하며 생교란 와케스톤~그레인스톤, 돌로마이트질 석회질이암, 담회색과 암회색의 괴상 돌로마이트, 돌로마이트 각력암 등으로 구성된다. 탄산염암 퇴적상이 나타난다. 석개재 지역 하부 막골층 탄산염암을 대상으로 광물조성, 미세구조 및 지화학적 특성을 분석한 결과, 막동층 최하부는 고염분의 대규모 퇴적수의 영향으로 마그네슘(Mg) 성분이 지속적으로 공급되는 가운데 돌로마이트가 형성되었고, 하부는 담수와 해수의 혼합수 환경에서 속성 유체의 영향을 받았을 가능성이 제시되었다.
석개재 도로의 막골층 (먼저 나오는 사진이 상위 지층)
- 임도 입구. 들어가자마자 바로 막골층이 출현한다.
- 북위 37° 05′ 07.2″ 동경 129° 08′ 26.8″ / 북위 37.085333°  동경 129.140778°
- 북위 37° 05′ 06.6″ 동경 129° 08′ 26.3″ / 북위 37.085167°  동경 129.140639°
- 북위 37° 05′ 02.1″ 동경 129° 08′ 24.5″ / 북위 37.083917°  동경 129.140139°
- 북위 37° 04′ 55.8″ 동경 129° 07′ 58.5″ / 북위 37.082167°  동경 129.132917°
- 북위 37° 04′ 55.4″ 동경 129° 07′ 59.2″ / 북위 37.082056°  동경 129.133111°
- 북위 37° 04′ 55.9″ 동경 129° 07′ 57.6″ / 북위 37.082194°  동경 129.132667°
- 북위 37° 04′ 55.8″ 동경 129° 07′ 57.4″ / 북위 37.082167°  동경 129.132611°
- 북위 37° 04′ 55.6″ 동경 129° 07′ 57.3″ / 북위 37.082111°  동경 129.132583°
- 북위 37° 04′ 54.6″ 동경 129° 07′ 57.9″ / 북위 37.081833°  동경 129.132750°
- 북위 37° 04′ 54.5″ 동경 129° 07′ 58.1″ / 북위 37.081806°  동경 129.132806°
- 북위 37° 04′ 54.0″ 동경 129° 07′ 58.4″ / 북위 37.081667°  동경 129.132889°
- 북위 37° 04′ 53.0″ 동경 129° 07′ 59.3″ / 북위 37.081389°  동경 129.133139°
- 북위 37° 04′ 52.1″ 동경 129° 08′ 00.7″ / 북위 37.081139°  동경 129.133528°
- 북위 37° 04′ 52.1″ 동경 129° 08′ 00.7″ / 북위 37.081139°  동경 129.133528°
- 북위 37° 04′ 50.9″ 동경 129° 08′ 06.7″ / 북위 37.080806°  동경 129.135194°
- 북위 37° 04′ 50.5″ 동경 129° 08′ 07.0″ / 북위 37.080694°  동경 129.135278°
- 북위 37° 04′ 50.6″ 동경 129° 08′ 07.6″ / 북위 37.080722°  동경 129.135444°
- 북위 37° 04′ 50.1″ 동경 129° 08′ 12.8″ / 북위 37.080583°  동경 129.136889°
- 북위 37° 04′ 47.4″ 동경 129° 08′ 22.0″ / 북위 37.079833°  동경 129.139444°

### 직운산층
석개재 단면에서 두께 50 m로 드러난 직운산층은 석회암이암, 암/녹회색 이암, 입자암, 석회암역암 등으로 구성되며 상, 중, 하부로 구분된다. 석개재 단면에서 막동 석회암층과 직운산층의 경계는 온코이드/어란상 입자암과 암회색 석회질셰일 사이에 설정된다.
석개재 단면의 직운산층 셰일에 포함된 운모류 광물 일라이트의 혼합상과 광물을 분석한 결과 일라이트는 백운모/파이로필라이트/녹니석 혼합상(M/P/C)으로 존재하며 그 화학조성은 구성 광물에 따라 다양하게 나타난다는 것이 밝혀졌다. 일라이트의 낮은 칼륨(나트륨, 칼슘 포함)값은 파이로필라이트와 녹니석의 혼합 때문이며, 마그네슘과 철의 존재는 녹니석의 혼합 때문이다.

### 두위봉층
석개재 단면에 75 m 두께로 드러난 두위봉층은 온코이드/어란상 그레인스톤, 괴상 팩스톤~그레인스톤, 생교란 와케스톤~그레인스톤, 암회색 괴상 돌로마이트 등으로 구성된다.

## 같이 보기
- 삼척시의 지질
- 태백시의 지질
- 봉화군의 지질
- 지방도 제910호선 (청옥로)
- 한국의 고개